# Модифікатор кристалізації
Модифікатор кристалізації — це речовина, яку вводять у розплавлений метал перед кристалізацією для одержання дрібнозернистої структури виливків. Така структура за інших рівних умов має кращі механічні й технологічні властивості, зокрема, меншу крихкість порівняно з грубозернистою. Існує два типи модифікаторів: тугоплавкі та поверхнево-активні.
Тугоплавкі модифікатори або модифікатори інокулюючої дії утворюють з хімічними елементами розплаву тугоплавкі нерозчинні в ньому тверді частинки, які сприяють гетерогенному зародкоутворенню, виконуючи роль підкладок. Так збільшується швидкість утворення центрів кристалізації, що спричиняє подрібнення структури відлитого сплаву. Ефективність дії тугоплавких модифікаторів залежить від структурної та розмірної відповідності кристалічної будови матричної фази і утворюваних ними фаз-підкладок. Що більша ця відповідність, то менша поверхнева енергія міжфазової границі підкладка-матриця (умова гетерогенного зародкоутворення) і більший термодинамічний стимул до утворення зародків на цих підкладках. Ефективними тугоплавкими модифікаторами для сталей є титан, ванадій, ніобій, які утворюють тугоплавкі карбіди ТіС, VC, NbC; для алюмінієвих сплавів — титан, цирконій, які утворюють з алюмінієм сполуки Al3Ti, Al3Zr; для магнієвих сплавів з алюмінієм — крейда, магнезит, які містять карбон.
Поверхнево-активні модифікатори осаджуються у вигляді тонкого шару на поверхні зародків та кристалів, які ростуть у розплаві, зменшуючи тим поверхневу енергію міжфазної границі розплав-тверда фаза. Це зумовлює зменшення лінійної швидкості росту кристалів та збільшення швидкості утворення центрів кристалізації, оскільки зменшується критичний радіус зародка. Така подвійна дія поверхнево-активних модифікаторів ефективно зменшує розміри зерен закристалізованої структури. Наприклад, таким чином подрібнює структуру литих сталей бор, алюмінієвих сплавів — натрій, калій.